# Epipleoneura fuscaenea
Epipleoneura fuscaenea är en trollsländeart som beskrevs av Williamson 1915. Epipleoneura fuscaenea ingår i släktet Epipleoneura och familjen Protoneuridae. IUCN kategoriserar arten globalt som livskraftig. Inga underarter finns listade i Catalogue of Life.